# 2011-es Honda Grand Prix of St. Petersburg
A 2011-es Honda Grand Prix of St. Petersburg volt a 2011-es Izod IndyCar Series szezon első futama. A versenyt 2011. március 28-án rendezték meg a Floridában található St. Petersburgben. A versenyt az ABC közvetítette.

## Nevezési lista
| Csapat                       | Első pilóta | Első pilóta         | Második pilóta | Második pilóta     | Harmadik pilóta | Harmadik pilóta | Negyedik pilóta | Negyedik pilóta  |
| ---------------------------- | ----------- | ------------------- | -------------- | ------------------ | --------------- | --------------- | --------------- | ---------------- |
| Team Penske                  | 3           | Hélio Castroneves   | 6              | Ryan Briscoe       | 12              | Will Power      |                 |                  |
| Panther Racing               | 4           | J. R. Hildebrand    |                |                    |                 |                 |                 |                  |
| KV Racing Technology - Lotus | 5           | Szató Takuma        | 59             | E. J. Viso         | 82              | Tony Kanaan     |                 |                  |
| Andretti Autosport           | 7           | Danica Patrick      | 26             | Marco Andretti     | 27              | Mike Conway     | 28              | Ryan Hunter-Reay |
| Target Chip Ganassi Racing   | 9           | Scott Dixon         | 10             | Dario Franchitti   | 38              | Graham Rahal    | 83              | Charlie Kimball  |
| A.J. Foyt Enterprises        | 14          | Vitor Meira         |                |                    |                 |                 |                 |                  |
| AFS Racing                   | 17          | Raphael Matos       |                |                    |                 |                 |                 |                  |
| Dale Coyne Racing            | 18          | James Jakes         | 19             | Sebastien Bourdais |                 |                 |                 |                  |
| Dreyer & Reinbold Racing     | 22          | Justin Wilson       | 24             | Ana Beatriz        |                 |                 |                 |                  |
| Conquest Racing              | 34          | Sebastian Saavedra  |                |                    |                 |                 |                 |                  |
| Sam Schmidt Motorsports      | 77          | Alex Tagliani       |                |                    |                 |                 |                 |                  |
| HVM Racing                   | 78          | Simona De Silvestro |                |                    |                 |                 |                 |                  |
| Newman/Haas Racing           | 02          | Oriol Servià        |                |                    |                 |                 |                 |                  |

## Eredmények

### Időmérő
| Pozíció | #  | Pilóta              | Csapat                       | Egyes csoport | Kettes csoport | Top 12    | Fast 6    |
| ------- | -- | ------------------- | ---------------------------- | ------------- | -------------- | --------- | --------- |
| 1       | 12 | Will Power          | Team Penske                  |               | 1:02.3384      | 1:02.1878 | 1:01.9625 |
| 2       | 10 | Dario Franchitti    | Chip Ganassi Racing          | 1:02.3848     |                | 1:02.4136 | 1:02.2953 |
| 3       | 9  | Scott Dixon         | Chip Ganassi Racing          |               | 1:02.7788      | 1:02.4735 | 1:02.3975 |
| 4       | 27 | Mike Conway         | Andretti Autosport           |               | 1:02.8057      | 1:02.4244 | 1:02.5306 |
| 5       | 6  | Ryan Briscoe        | Team Penske                  |               | 1:02.6031      | 1:02.5737 | 1:02.5744 |
| 6       | 22 | Justin Wilson       | Dreyer & Reinbold Racing     | 1:02.9866     |                | 1:02.5573 | 1:02.7729 |
| 7       | 26 | Marco Andretti      | Andretti Autosport           | 1:03.0526     |                | 1:02.6312 |           |
| 8       | 82 | Tony Kanaan         | KV Racing Technology - Lotus |               | 1:02.9362      | 1:02.7818 |           |
| 9       | 3  | Hélio Castroneves   | Team Penske                  | 1:02.6654     |                | 1:02.8204 |           |
| 10      | 77 | Alex Tagliani       | Sam Schmidt Motorsports      |               | 1:02.9467      | 1:02.8225 |           |
| 11      | 5  | Szató Takuma        | KV Racing Technology - Lotus | 1:03.0722     |                | 1:02.9312 |           |
| 12      | 38 | Graham Rahal        | Chip Ganassi Racing          | 1:03.1224     |                | 1:03.0640 |           |
| 13      | 14 | Vitor Meira         | A. J. Foyt Enterprises       | 1:03.1315     |                |           |           |
| 14      | 28 | Ryan Hunter-Reay    | Andretti Autosport           |               | 1:03.1778      |           |           |
| 15      | 02 | Oriol Servià        | Newman/Haas Racing           | 1:03.2434     |                |           |           |
| 16      | 17 | Raphael Matos       | AFS Racing                   |               | 1:03.2594      |           |           |
| 17      | 78 | Simona de Silvestro | HVM Racing                   | 1:03.2724     |                |           |           |
| 18      | 19 | Sébastien Bourdais  | Dale Coyne Racing            |               | 1:03.3188      |           |           |
| 19      | 7  | Danica Patrick      | Andretti Autosport           | 1:03.3764     |                |           |           |
| 20      | 24 | Ana Beatriz         | Dreyer & Reinbold Racing     |               | 1:03.8036      |           |           |
| 21      | 59 | E. J. Viso          | KV Racing Technology - Lotus | 1:03.4065     |                |           |           |
| 22      | 18 | James Jakes         | Dale Coyne Racing            |               | 1:03.8854      |           |           |
| 23      | 83 | Charlie Kimball     | Chip Ganassi Racing          | 1:03.5162     |                |           |           |
| 24      | 4  | J. R. Hildebrand    | Panther Racing               | 1:03.8256     |                |           |           |
| 25      | 34 | Sebastian Saavedra  | Conquest Racing              |               | 1:03.9696      |           |           |

## Rajtfelállás
| Rajtsor | Belső ív | Belső ív            | Külső ív | Külső ív           |
| ------- | -------- | ------------------- | -------- | ------------------ |
| 1       | 12       | Will Power          | 10       | Dario Franchitti   |
| 2       | 9        | Scott Dixon         | 27       | Mike Conway        |
| 3       | 6        | Ryan Briscoe        | 22       | Justin Wilson      |
| 4       | 26       | Marco Andretti      | 82       | Tony Kanaan        |
| 5       | 3        | Hélio Castroneves   | 77       | Alex Tagliani      |
| 6       | 5        | Szató Takuma        | 38       | Graham Rahal       |
| 7       | 14       | Vitor Meira         | 28       | Ryan Hunter-Reay   |
| 8       | 02       | Oriol Servià        | 17       | Raphael Matos      |
| 9       | 78       | Simona de Silvestro | 19       | Sebastien Bourdais |
| 10      | 7        | Danica Patrick      | 24       | Ana Beatriz        |
| 11      | 59       | E. J. Viso          | 18       | James Jakes        |
| 12      | 83       | Charlie Kimball     | 34       | Sebastian Saavedra |
| 13      | 4        | J. R. Hildebrand    |          |                    |

### Verseny
| Pozíció               | #  | Pilóta              | Csapat                       | Futott kör | Idő/Kiesés oka | Rajthely | Élen töltött körök száma | Pont |
| --------------------- | -- | ------------------- | ---------------------------- | ---------- | -------------- | -------- | ------------------------ | ---- |
| 1.                    | 10 | Dario Franchitti    | Chip Ganassi Racing          | 100        | 2:00:59.6886   | 2        | 94                       | 52   |
| 2.                    | 12 | Will Power          | Team Penske                  | 100        | +7.1612        | 1        | 6                        | 41   |
| 3.                    | 82 | Tony Kanaan         | KV Racing Technology - Lotus | 100        | +16.1045       | 8        | 0                        | 35   |
| 4.                    | 78 | Simona de Silvestro | HVM Racing                   | 100        | +16.5616       | 17       | 0                        | 32   |
| 5.                    | 5  | Szató Takuma        | KV Racing Technology - Lotus | 100        | +29.9465       | 11       | 0                        | 30   |
| 6.                    | 77 | Alex Tagliani       | Sam Schmidt Motorsports      | 100        | +30.4655       | 10       | 0                        | 28   |
| 7.                    | 17 | Raphael Matos       | AFS Racing                   | 100        | +31.5227       | 16       | 0                        | 26   |
| 8.                    | 14 | Vitor Meira         | A. J. Foyt Enterprises       | 100        | +35.7391       | 13       | 0                        | 24   |
| 9.                    | 02 | Oriol Servià        | Newman/Haas Racing           | 100        | +49.1532       | 15       | 0                        | 22   |
| 10.                   | 22 | Justin Wilson       | Dreyer & Reinbold Racing     | 100        | +56.8125       | 6        | 0                        | 20   |
| 11.                   | 4  | J. R. Hildebrand    | Panther Racing               | 100        | +1:02.9747     | 24       | 0                        | 19   |
| 12.                   | 7  | Danica Patrick*     | Andretti Autosport           | 100        | +1:02.9748     | 19       | 0                        | 18   |
| 13.                   | 34 | Sebastian Saavedra  | Conquest Racing              | 98         | +2 Kör         | 25       | 0                        | 17   |
| 14.                   | 24 | Ana Beatriz         | Dreyer & Reinbold Racing     | 98         | +2 Kör         | 20       | 0                        | 16   |
| 15.                   | 18 | James Jakes         | Dale Coyne Racing            | 97         | +3 kör         | 22       | 0                        | 15   |
| 16.                   | 9  | Scott Dixon         | Chip Ganassi Racing          | 96         | +4 kör         | 3        | 0                        | 14   |
| 17.                   | 38 | Graham Rahal        | Chip Ganassi Racing          | 96         | +4 kör         | 12       | 0                        | 13   |
| 18.                   | 6  | Ryan Briscoe        | Team Penske                  | 95         | +5 kör         | 5        | 0                        | 12   |
| 19.                   | 59 | E. J. Viso          | KV Racing Technology - Lotus | 94         | +6 kör         | 21       | 0                        | 12   |
| 20.                   | 3  | Hélio Castroneves   | Team Penske                  | 85         | +15 kör        | 9        | 0                        | 12   |
| 21.                   | 28 | Ryan Hunter-Reay    | Andretti Autosport           | 58         | Kezelhetőség   | 14       | 0                        | 12   |
| 22.                   | 83 | Charlie Kimball     | Chip Ganassi Racing          | 38         | Baleset        | 23       | 0                        | 12   |
| 23.                   | 27 | Mike Conway         | Andretti Autosport           | 1          | Baleset        | 4        | 0                        | 12   |
| 24.                   | 26 | Marco Andretti      | Andretti Autosport           | 0          | Baleset        | 7        | 0                        | 12   |
| 25.                   | 19 | Sebastien Bourdais  | Dale Coyne Racing            | 0          | Nem indult     | 18       | 0                        | 5    |
| HIVATALOS VÉGEREDMÉNY |    |                     |                              |            |                |          |                          |      |

- Sebastien Bourdais nem indult a futamon, mert a bemelegítésen összetörte az autót és nem lehetett megjavítani.
- Danica Patrick-et a versenyt követően hátrasorolták az utolsó, körön belül lévő versenyző mögé veszélyes vezetés miatt.

### Verseny statisztikák
A verseny alatt 3-szor változott az élen álló személye 2 versenyző között.
| Változás az élen | Változás az élen |
| Kör              | Élen             |
| ---------------- | ---------------- |
| 5                | Dario Franchitti |
| 71               | Will Power       |
| 73               | Dario Franchitti |

| Élen töltött körök száma | Élen töltött körök száma |
| Körök                    | Versenyző                |
| ------------------------ | ------------------------ |
| 94                       | Dario Franchitti         |
| 6                        | Will Power               |

| Sárga zászlók: 5 alkalommal összesen 13 körön át | Sárga zászlók: 5 alkalommal összesen 13 körön át                          |
| Körök                                            | Ok                                                                        |
| ------------------------------------------------ | ------------------------------------------------------------------------- |
| 1-3                                              | #02-es,#3-as,#6-os,#9-es,#26-os és #27-es autó balesete az 1-es kanyarban |
| 7-9                                              | #59-es autó balesete a 13-as kanyarban                                    |
| 12                                               | Törmelék a 11-es kanyarban                                                |
| 14-15                                            | #34-es autó balesete az 1-es kanyarban                                    |
| 39-42                                            | #83-as autó balesete a 3-as kanyarban                                     |

## Bajnokság állása a verseny után
Pilóták bajnoki állása
| Pozíció | Pilóta              | Pontok |
| ------- | ------------------- | ------ |
| 1       | Dario Franchitti    | 52     |
| 2       | Will Power          | 41     |
| 3       | Tony Kanaan         | 35     |
| 4       | Simona de Silvestro | 32     |
| 5       | Szató Takuma        | 30     |